# Ogilala
Ogilala è il secondo album in studio da solista del musicista statunitense Billy Corgan, frontman del gruppo The Smashing Pumpkins. Il disco è stato pubblicato nel 2017 a nome William Patrick Corgan.

## Tracce
Testi e musiche di Billy Corgan.
1. Zowie – 2:41
2. Processional – 3:55
3. The Spaniards – 4:08
4. Aeronaut – 3:40
5. The Long Goodbye – 2:43
6. Half-Life of an Autodidact – 3:27
7. Amarinthe – 3:54
8. Antietam – 3:16
9. Mandarynne – 3:56
10. Shiloh – 3:11
11. Archer – 3:41